# Josef Maršík
Josef Maršík (* 2. prosince 1927 Bačalky) je český dirigent, hudební skladatel a aranžér dechové hudby.

## Biografie
Po absolvování hudební školy J. B. Foerstera v Jičíně a Státní konzervatoře v Praze (kde byl žákem hry na klarinet u profesora Vl. Říhy a v dirigentském oddělení u prof. dr. Václava Smetáčka) působil jako klarinetista a později i jako kapelník u mnoha orchestrů, mimo jiné v Hudbě Hradní stráže (později Ústřední hudbě Československé armády) nebo Posádkové hudbě Hradec Králové (dříve Hudba československého letectva v Hradci Králové), kterou vedl jako kapelník od roku 1960 a která pod jeho vedením dosahovala v celostátních soutěžích armádních orchestrů výtečných výsledků.[zdroj⁠?!]
Položil základy úspěšné dlouholeté spolupráce s Československým rozhlasem a významně se podílel na vzniku dvou významných východočeských festivalů – „Koletova Rtyně“ a „Pravečkův Lanškroun“. V čele Posádkové hudby Hradec Králové stál 27 let a v roce 1987 odešel do důchodu v hodnosti podplukovníka.
Po skončení aktivní služby v armádě přišla nabídka Městského úřadu v Kolíně, aby převzal vedení Městské hudby Františka Kmocha. Zde působil od začátku roku 1988 po dobu 10 let a dosáhl s ní výtečné umělecké úrovně, natočil několik televizních pořadů i první CD a absolvoval také celou řadu úspěšných zahraničních vystoupení (např. ve Velké Británii, Kanadě, USA). Vedle toho působil jako dirigent v mládežnickém dechovém orchestru ZUŠ Habrmanova v Hradci Králové, kde pomohl vychovat mnoho výborných muzikantů.[zdroj⁠?!] Je nutné vyzdvihnout jeho pedagogickou činnost a lidský přístup.[zdroj⁠?!]
Již během své profesionální kariéry spolupracoval s Dechovým orchestrem města Hradce Králové (tehdy ještě s Dechovou hudbou závodního klubu Škodových závodů Hradec Králové) jako umělecký poradce a hostující dirigent. V roce 2004 se pak stal kapelníkem tohoto orchestru, významně pozvedl jeho úroveň, přivedl do jeho řad mladé muzikanty a do repertoáru zařadil náročné atraktivní skladby. Je autorem celé řady známých skladeb žánru dechové hudby a je také oblíbeným aranžérem skladeb pro velké dechové orchestry.

## Tvorba

### Vlastní tvorba
- A proč a nač (polka)
- Čas švestek
- Festival (pochod)
- Holka jako malina (polka)
- Každý den máš zelenou
- Letecká polka
- Májové květy
- Na kolonádě
- Pro tebe
- Radostný den (koncertní valčík)
- Už jedou kombajnéři
- V zátiší (mazurka)
- Vstříc mládí
- Vyznání
- Východočeská polka
- Zapomeň, lásko má (valčík)

### Aranže
- Evita (směs melodií z muzikálu Evita)
- Jesus Christ Superstar (směs melodií z muzikálu Jesus Christ Superstar)
- Směs písní Karla Hašlera
- Vyhrávala kapela (směs písní)

## Ocenění
Za svůj celoživotní přínos kultuře byl v roce 2016 oceněn Medailí statutárního města Hradce Králové a v roce 2017 mu byla udělena i Pamětní medaile hejtmana Královéhradeckého kraje.